# Franz Becker (Politiker, 1910)
Franz Becker (* 24. April 1910 in Deetz; † 13. September 1984 in Dortmund) war ein deutscher Kommunalpolitiker und ehrenamtlicher Landrat (SPD und CDU).

## Leben und Beruf
Nach dem Schulbesuch mit dem Abiturabschluss absolvierte er eine landwirtschaftliche Ausbildung. Nach Tätigkeiten in Berlin war er ab 1945 bis 1963 bei der Stadt Dortmund beschäftigt. Danach war er Pächter eines Gutes. Becker war seit 1945 Mitglied der SPD und in zahlreichen Parteigremien tätig. Nach internen Problemen trat er neun Tage vor der Kommunalwahl 1975 aus der SPD aus. In die CDU trat Becker 1982 ein.
Er war verheiratet und hatte zwei Kinder.

## Abgeordneter
Dem Kreistag des Kreises Recklinghausen gehörte er von 1964 bis zum 3. Mai 1975 an. Außerdem gehörte er dem Stadtrat der Stadt Waltrop ab 1964 bis 1975 an.

## Öffentliche Ämter
Vom 24. November 1966 bis zum 3. Mai 1975 war er Landrat des Kreises Recklinghausen.
Becker war in verschiedenen Gremien des Landkreistages Nordrhein-Westfalen NW tätig.

## Sonstiges
Im August 1976 wurde Becker das Bundesverdienstkreuz I. Klasse verliehen.